# Quinta República da Coreia do Sul
```
   |-
       |
Erro:
:  
valor não especificado para "
nome_comum
"

   |-
       | 
Erro:
:  
valor não especificado para "
continente
"
```

A Quinta República da Coreia do Sul foi o governo da Coreia do Sul de março de 1981 a dezembro de 1987. 
A quinta república foi estabelecida em março de 1981 por Chun Doo-hwan, um colega militar do presidente e ditador de longa data Park Chung-hee, após a instabilidade política e o regime militar na quarta república desde o assassinato de Park em outubro de 1979. A quinta república foi governada por Chun e pelo Partido da Justiça Democrática como uma ditadura de facto e um estado de partido único para reformar extensivamente a Coreia do Sul para a democratização e desmantelar o sistema autocrático de Park. A quinta república enfrentou oposição crescente do movimento de democratização da Revolta de Gwangju, e o Movimento pela Democracia de Junho de 1987 resultou na eleição de Roh Tae-woo nas eleições presidenciais de dezembro de 1987. A quinta república foi dissolvida três dias após as eleições após a adopção de uma nova constituição que lançou as bases para o sistema democrático relativamente estável da atual sexta República da Coreia. 

## História

### Prelúdio
Park Chung Hee serviu como líder da Coreia do Sul desde julho de 1961, durante o qual foi um ditador militar de facto e manteve o seu poder quase absoluto através de canais legais e ilegais. Park chegou originalmente ao poder como Presidente do Conselho Supremo de Reconstrução Nacional dois meses depois do golpe de 16 de maio (que ele liderou) derrubou a Segunda República da Coreia. O Conselho Supremo estabeleceu um governo de junta militar provisória que priorizou o desenvolvimento económico da Coreia do Sul, mas enfrentou forte pressão dos Estados Unidos para restaurar o regime civil. Em 1963, Park abdicou de sua posição militar para concorrer como civil nas eleições presidenciais de outubro de 1963, derrotando o atual presidente Yun Bo-seon e inaugurando a Terceira República da Coreia dois meses depois, em dezembro. A Terceira República foi apresentada como um retorno ao governo civil sob a Assembleia Nacional, mas na realidade foi uma continuação da ditadura militar de Park e o governo era predominantemente composto por membros do Conselho Supremo. Park foi reeleito nas eleições presidenciais de 1967, e a Assembleia Nacional aprovou uma emenda constitucional que lhe permitiu cumprir seu terceiro mandato, que venceu nas eleições presidenciais de 1971 contra Kim Dae-jung. Em dezembro de 1971, Park declarou estado de emergência. Em 10 de outubro de 1972, Park lançou um autogolpe conhecido como Restauração de Outubro, dissolvendo a Assembleia Nacional, suspendendo a constituição e declarando a lei marcial em todo o país. Park encomendou o trabalho em uma nova constituição, conhecida como Constituição Yushin, que essencialmente formalizou seus poderes ditatoriais de longa data e o garantiu como presidente vitalício. Em 21 de novembro de 1972, a Constituição de Yushin foi aprovada no referendo constitucional sul-coreano de 1972 com 92,3% dos votos e entrou em vigor, dissolvendo a Terceira República e estabelecendo a Quarta República da Coreia. 

### Estabelecimento
A popularidade de Park na Coreia do Sul diminuiu durante a década de 1970, à medida que o crescimento económico da década de 1960 começou a abrandar e o público tornou-se mais crítico do seu autoritarismo. Em 26 de outubro de 1979, Park foi assassinado em um esconderijo por Kim Jae-gyu, diretor da Agência Central de Inteligência Coreana (KCIA), causando turbulência política na Coreia do Sul. O sucessor de Park, Choi Kyu-hah, foi um presidente ineficaz cuja autoridade foi amplamente ignorada pela elite política. Em dezembro, o major-general Chun Doo-hwan, presidente do Comando de Segurança da Defesa e ex-colega militar de Park, derrubou o governo de Choi no Golpe de Estado de 12 de dezembro e, nos meses seguintes, ganhou o controle da maioria dos aparatos governamentais. Em maio de 1980, Chun lançou o Golpe de Estado de 17 de maio, estabelecendo uma ditadura militar sob o Conselho Nacional para a Reunificação e declarou a lei marcial. Chun suprimiu violentamente o subsequente movimento democrático da Revolta de Gwangju contra seu governo em Gwangju, durante o qual 200-600 pessoas podem ter morrido. Em agosto, Choi renunciou e Chun foi eleito presidente nas eleições presidenciais de 1980 pelo Conselho Nacional, concorrendo sem oposição e obtendo 99,37% dos votos. Em outubro, Chun aboliu todos os partidos políticos e estabeleceu o seu próprio, o Partido da Justiça Democrática, que foi na verdade uma reformulação da marca do Partido Republicano Democrático de Park, que governava a Coreia do Sul desde 1963. Pouco depois, foi promulgada uma nova constituição que, embora muito menos autoritária do que a Constituição Yusin de Park, ainda dava poderes bastante amplos ao presidente. 
A Quinta República da Coreia foi formalmente inaugurada em 3 de março de 1981, quando Chun foi empossado como presidente após ser reeleito nas eleições presidenciais de fevereiro de 1981. 

### Democratização
Embora Chun tenha desmantelado gradualmente as estruturas governamentais altamente centralizadas criadas por Park, a sua presidência foi atormentada pela indignação pública devido à sua reacção à Revolta de Gwangju em 1980. Os assassinatos consolidaram a dinâmica de apoio nacional à democracia e muitas pessoas protestaram por uma democratização mais rápida. Chun reorganizou o sistema de governo e criou vários novos ministérios, mas a Coreia do Sul permaneceu um estado de partido único de facto sob o Partido da Justiça Democrática, e a maioria das eleições durante esta época não foram consideradas legítimas. No entanto, Chun tinha muito menos poder do que Park e, com poucas exceções, seu governo era um pouco mais brando. 
Em meados da década de 1980, Chun começou a libertar presos políticos que foram presos durante sua ascensão ao poder. Em 1985, o Nova Coreia e Partido Democrata (NKDP) foi fundado como sucessor do Novo Partido Democrático, incluindo os notáveis líderes da oposição Kim Dae-jung e Kim Young-sam, e fez campanha com foco em maiores direitos democráticos.  O NKDP tornou-se a oposição na Assembleia Nacional após forte sucesso nas eleições legislativas sul-coreanas de 1985, com apenas 6% menos votos do que o Partido da Justiça Democrática de Chun. Alegadamente, o sucesso eleitoral do NKDP chocou e enfureceu Chun. No entanto, em 1986, o NKDP experimentou conflitos ideológicos internos sobre a severidade da oposição a Chun e, em 1987, a facção de Kim Young-sam se dividiu para formar o Partido da Reunificação Democrática. 

### Dissolução
A constituição de 1980 limitava o presidente a um mandato único de sete anos, sem possibilidade de reeleição, mesmo que não fosse sucessiva. Também estipulou que quaisquer alterações para remover os limites do mandato presidencial não se aplicariam ao titular, impedindo efetivamente qualquer tentativa de Chun de concorrer novamente em 1987. Apesar disso, Chun resistiu aos apelos para abrir o regime. 
Em janeiro de 1987, a morte de Park Jong-chul causou um surto no movimento de democratização e gerou protestos generalizados. Bak, um estudante da Universidade Nacional de Seul e ativista do movimento democrático, morreu por causas relacionadas à tortura policial após ser preso em um protesto. Em junho de 1987, a morte de Lee Han-yeol, um manifestante morto por uma granada de gás lacrimogêneo da polícia em uma das manifestações após a morte de Bak, causou uma pressão implacável sobre Chun. Os manifestantes exigiram a realização de eleições, bem como a instituição de outras reformas democráticas, incluindo eleições presidenciais diretas. Em 10 de junho, Chun anunciou sua escolha de Roh Tae-woo como candidato do DJP à presidência. Acrescentou que a próxima eleição seria indireta, decisão à qual os manifestantes se opuseram. No entanto, não querendo recorrer à violência antes dos Jogos Olímpicos de 1988 e acreditando que Roh poderia ganhar eleições legítimas devido às divisões dentro da oposição, Chun e Roh acederam às principais exigências de eleições presidenciais diretas e restauração das liberdades civis. Em 16 de dezembro de 1987, Roh venceu as eleições presidenciais de 1987 com 36,6% dos votos, as primeiras eleições nacionais honestas na Coreia do Sul em duas décadas. Três dias depois, em 19 de dezembro, uma nova constituição altamente democrática e liberal entrou em vigor, dissolvendo a Quinta República e estabelecendo a atual Sexta República da Coreia. Chun terminou seu mandato e entregou a presidência a Roh em 25 de fevereiro de 1988. 

## Economia

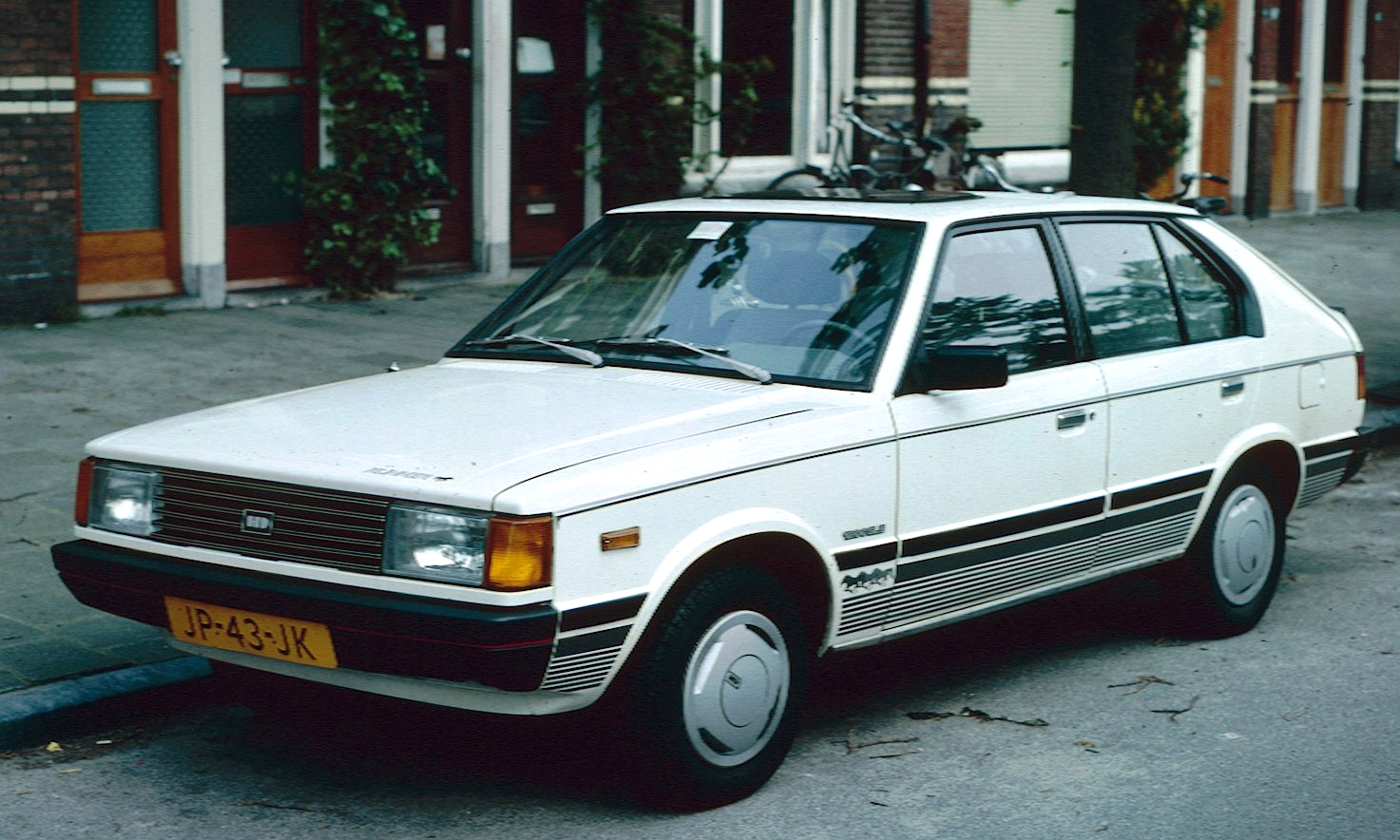
O Hyundai Pony, o primeiro carro produzido em massa da Coreia do Sul, começou a ser exportado durante a Quinta República.

A Quinta República enfrentou dificuldades económicas durante a primeira metade da década de 1980, onde as dívidas externas se tornaram um problema importante na sequência do rápido desenvolvimento económico nas décadas de 1960 e 1970. Muitos problemas surgiram, como o escândalo Lee-Chang, o primeiro escândalo financeiro da presidência de Chun, e o desmantelamento do Grupo Internacional, um importante conglomerado coreano. A queda dos preços do petróleo, a queda do valor do dólar americano e a queda das taxas de juro também afectaram a economia do país. 
Em meados da década de 1980, a economia sul-coreana melhorou, com indústrias de alta tecnologia, como a fabricação de eletrônicos e semicondutores, tornando-se prósperas. Em 1986, a Hyundai Motors começou a exportar os modelos Pony e Excel para os Estados Unidos, o primeiro sinal de que a Coreia do Sul estava competindo com os países desenvolvidos na indústria automobilística. Graças às exportações, o produto nacional bruto (PIB) cresceu rapidamente e a taxa média anual de crescimento manteve-se em torno de 10%. Em 1987, o PIB per capita ultrapassou os 3.000 dólares. O início da transmissão televisiva a cores em 1980 foi também um sinal de crescimento econômico. 
A economia sul-coreana continuou a ser dominada por conglomerados familiares conhecidos como chaebols e a sua influência cresceu durante a Quinta República. A participação dos 10 maiores conglomerados no produto nacional bruto aumentou de 33% em 1979 para 54% em 1989, enquanto o número de empresas afiliadas nos 30 maiores conglomerados aumentou de 126 em 1970 para 429 em 1979 e 513 em 1989. A liberalização das importações viu expandir-se o fluxo de produtos agrícolas e pecuários. Contudo, as políticas do governo proporcionaram um ambiente favorável às grandes empresas, enquanto a economia rural foi seriamente prejudicada pela importação de produtos agrícolas estrangeiros baratos. A taxa de autossuficiência em cereais caiu de 86% em 1970 para 48,4% em 1985. Portanto, os produtos agrícolas e pecuários estrangeiros ocuparam grande parte dos alimentos consumidos pelo povo sul-coreano. Embora as áreas urbanas crescessem em riqueza e tamanho, em contraste, a população rural diminuiu rapidamente e muitos camponeses do campo migraram para as cidades. Os migrantes rurais viviam muitas vezes na pobreza, na base da sociedade urbana, dedicando-se a trabalhos industriais ou de serviços e, por vezes, a atividades ilegais. 

## Relações Internacionais
A Quinta República manteve abertamente relações estreitas com os Estados Unidos e o Japão sob a bandeira do anticomunismo, promovendo uma Aliança Triangular Coreia-EUA-Japão. A forte postura pró-americana do governo Chun causou uma reação de antiamericanismo no movimento de democratização, que havia sido tratado com suspeita pelos Estados Unidos juntamente com outros movimentos estudantis. Embora as relações militares com o Japão fossem fortes, a Quinta República testemunhou um aumento do sentimento antijaponês na Coreia do Sul devido a várias disputas culturais e políticas, principalmente relacionadas com a história do domínio japonês na Coreia. Os exemplos incluem as controvérsias dos livros didáticos de história japonesa e os problemas com o sistema de imigração japonês para coreanos no Japão. 
As relações da Coreia do Sul com a Coreia do Norte descongelaram durante o início da Quinta República e foram anunciados planos de reunificação propostos, mas apenas mantiveram condições favoráveis para os seus respectivos países e foram utilizados principalmente para propaganda. As relações norte-coreanas azedaram em 1983, após o atentado bombista de Rangum, uma tentativa de assassinato do Presidente Chun durante uma visita de Estado a Rangum, Birmânia. Três agentes norte-coreanos detonaram uma bomba no Mausoléu dos Mártires com a intenção de matar Chun durante uma cerimônia de colocação de coroas de flores em homenagem a Aung San. A explosão matou 21 pessoas, incluindo quatro políticos sul-coreanos: o ministro das Relações Exteriores, Lee Bum Suk, o ministro de recursos energéticos, Suh Sang-chul, o ministro do planejamento econômico e vice-primeiro-ministro, Suh Suk-Joon, e o ministro do comércio e indústria, Kim Dong-Whie. Em Setembro de 1984, as relações melhoraram quando a Coreia do Norte enviou grandes quantidades de ajuda à Coreia do Sul durante grandes inundações. A ajuda foi aceita por Chun, apesar do atentado norte-coreano contra sua vida menos de um ano antes. Em 1985, Chun propôs uma cimeira intercoreana que acabou por ser realizada em setembro, em Seul. A cimeira foi considerada um sucesso nas relações inter-coreanas, mas o bombardeamento do voo Korean Air 858 em 29 de Novembro de 1987 por agentes norte-coreanos prejudicou novamente as relações. 
A Quinta República deu continuidade à postura abertamente pró-Ocidente da Coreia do Sul e promoveu laços diplomáticos mais fortes com os países da OTAN na Europa, na esperança de formar maiores laços económicos com a Comunidade Europeia. A Quinta República também começou a estabelecer relações diplomáticas com vários países africanos e asiáticos, incluindo os Emirados Árabes Unidos, o Líbano, o Paquistão, Brunei e o Butão. 